# Президентские выборы в Албании (2022)
Непрямые президентские выборы в Албании проводились с момента первого тура 16 мая 2022 года, при необходимости был проведен второй, третий и четвёртый тур. Это девятые президентские выборы в стране с 1991 года после падения коммунистического режима.
Первый тур не состоялся 16 мая 2022 года из-за того, что все стороны не смогли договориться о кандидате. Второй и третий туры, проводились 23 и 30 мая 2022 года и не состоялись по той же причине.
4 июня 2022 года на президентских выборах одержал победу Байрам Бегай, который вступит в должность 24 июля 2022 года.

## Предыстория
Действующий президент Албании Илир Мета вступил в должность 24 июля 2017 года, и срок его полномочий истекает 24 июля 2022 года. Новый президент начнет исполнять обязанности в 2022 году, которые должны закончиться 18 февраля 2027 года. Илир Мета имеет право на переизбрание на второй и последний пятилетний срок в 2022 году.
10 мая 2022 года лидеры комитетов и партий встретились, чтобы решить, когда народное собрание Албании назначит первый тур голосования. Эта встреча ознаменовала официальное начало процесса отбора, поэтому первый тур должен был пройти в течение семи дней. Конституция Албании гласит, что президентские выборы должны проводиться не более чем за 60 дней и не менее чем за 30 дней до истечения срока полномочий действующего президента.

## Избирательная система
Президент Албании избирается тайным голосованием и без дебатов в народном собрании Албании. Для победы кандидату необходимо получить голоса трех пятых от общего числа парламентариев. Если в первом туре голосования не набрано необходимое большинство голосов, в течение семи дней проводится второй тур. Если большинство по-прежнему не достигнуто, в течение следующих семи дней должен быть проведен третий тур. При необходимости в течение семи дней должны быть проведены еще два тура, при этом необходимое для победы большинство сокращается до абсолютного большинства в 50 % + 1 голос от общего числа депутатов. В пятом туре остаются только два сильнейших кандидата из четвертого тура. Если после пяти туров голосования ни один кандидат не набрал необходимого большинства, установленного для каждого тура голосования, народное собрание будет распущено, а выборы должны быть проведены в течение 45 дней.

## Официальные кандидаты
- Байрам Бегай[10][11][12].

## Результаты
|                                    | Байрам Бегай                       | Независимый кандидат               | Нет кандидатов | Нет кандидатов | Нет кандидатов | Нет кандидатов | Нет кандидатов | Нет кандидатов | 78       | 95,18    |  |  |
|                                    | Против                             | Против                             | Нет кандидатов | Нет кандидатов | Нет кандидатов | Нет кандидатов | Нет кандидатов | Нет кандидатов | 4        | 4,82     |  |  |
|                                    |                                    |                                    |                |                |                |                |                |                |          |          |  |  |
| Необходимое большинство            | Необходимое большинство            | Необходимое большинство            | 84 голоса      | 84 голоса      | 84 голоса      | 84 голоса      | 84 голоса      | 84 голоса      | 71 голос | 71 голос |  |  |
|                                    |                                    |                                    |                |                |                |                |                |                |          |          |  |  |
| Действительные голоса              | Действительные голоса              | Действительные голоса              |                |                |                |                |                |                | 82       | 98,80    |  |  |
| Пустые и недействительные бланки   | Пустые и недействительные бланки   | Пустые и недействительные бланки   | 1              | 1,20           |                |                |                |                |          |          |  |  |
| Всего                              | Всего                              | Всего                              | 83             | 100            |                |                |                |                |          |          |  |  |
| Воздержавшиеся                     | Воздержавшиеся                     | Воздержавшиеся                     | 57             | 40,71          |                |                |                |                |          |          |  |  |
| Зарегистрированные избиратели/явка | Зарегистрированные избиратели/явка | Зарегистрированные избиратели/явка | 140            | 59,29          |                |                |                |                |          |          |  |  |